# Ghế điện

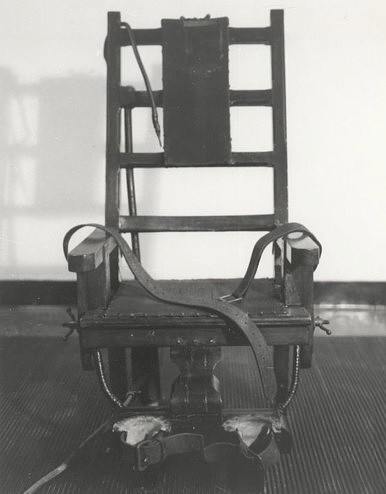
Old Sparky, chiếc ghế điện được sử dụng tại khám Sing Sing

Xử tử bằng điện giật được thực hiện thông qua ghế điện, là một phương pháp hành quyết có nguồn gốc từ Hoa Kỳ, trong đó người tử tù sẽ bị trói vào một chiếc ghế gỗ được chế tạo đặc biệt và để cho một dòng điện cực lớn chạy qua cơ thể của người tử tù thông qua các điện cực được gắn chặt trên đầu và chân của họ. Phương pháp hành quyết này, được hình thành vào năm 1881 bởi một nha sĩ ở Buffalo, New York tên là Alfred P. Southwick, được phát triển trong suốt những năm 1880, với sự tham gia tích cực của công ty điện Thomas Edison, quá trình nghiên cứu phát triển ghế điện được các nhà sử học kinh tế đương thời xem là một phần của "Chiến tranh các dòng điện", một cuộc xung đột giữa 2 triết lý dòng điện một chiều (DC) được bảo vệ bởi Thomas Edison và điện xoay chiều (AC) được bảo vệ bởi George Westinghouse. Dòng điện chết người được sử dụng trong ghế điện là điện xoay chiều, việc theo đuổi phát minh này của Thomas Edison chỉ để cho người Mỹ thấy rằng: "dòng điện xoay chiều nguy hiểm hơn dòng điện một chiều rất nhiều".
Tử hình bằng ghế điện được xem là hình thức hành quyết nhân đạo, dùng để thay thế cho treo cổ. Trên thế giới, chỉ có Hoa Kỳ mới áp dụng phương pháp tử hình này. Philippines dưới thời là thuộc địa của Hoa Kỳ, cũng sử dụng ghế điện làm công cụ tử hình, bắt đầu từ năm 1924 cho đến khi quốc gia Đông Nam Á này loại bỏ vào năm 1976. Mặc dù về lý thuyết, ban đầu người ta tin rằng, tử tù bị giết chết trên ghế điện là do tổn thương não, nhưng vào năm 1899, nó đã được giải thích rằng: tử tù chết chủ yếu là do rung tâm thất và cuối cùng dẫn đến ngưng tim.
Mặc dù ghế điện từ lâu đã trở thành biểu tượng của án tử hình ở Hoa Kỳ, nhưng việc sử dụng công cụ này ngày càng ít đi, do phương pháp tử hình bằng tiêm thuốc độc được ưa chuộng hơn, vì nó vốn được cho là một phương pháp hành quyết nhân đạo. Trong khi một số tiểu bang vẫn duy trì ghế điện như một phương pháp hành quyết hợp pháp, ngày nay nó chỉ được duy trì như một phương pháp phụ có thể được lựa chọn thay thế theo yêu cầu của tù nhân, ngoại trừ ở Tennessee và Nam Carolina, nơi mà ghế điện được sử dụng thường trực và bắt buộc nếu nguồn thuốc độc dùng để tử hình hết, không có sẵn ngay để thực hiện tử hình. Kể từ năm 2021, ghế điện là một hình thức hành quyết không bắt buộc ở các bang Alabama và Florida, cả hai tiểu bang này đều cho phép tù nhân lựa chọn tiêm thuốc độc như một phương pháp thay thế, nếu họ không muốn bị hành quyết bằng ghế điện. Ở bang Kentucky, hình thức tử hình bằng ghế điện đã bị loại bỏ hoàn toàn, ngoại trừ những người bị kết án tử hình với những vi phạm xảy ra trước ngày 31 tháng 3 năm 1998, và những người chọn phương pháp tử hình bằng ghế điện; những tù nhân không chọn ghế điện và những tù nhân bị kết án tử hình vì những tội ác sau ngày đó sẽ bị tử hình bằng cách tiêm thuốc độc. Ghế điện cũng được cho phép ở Kentucky trong trường hợp việc tiêm thuốc gây chết người bị tòa án phát hiện là vi hiến. Ghế điện là một hình thức hành quyết thay thế được phê duyệt ở Arkansas, Mississippi và Oklahoma nếu các hình thức hành quyết khác được phát hiện là vi hiến trong tiểu bang vào thời điểm hành quyết.
Vào ngày 8 tháng 2 năm 2008, Tòa án Tối cao Nebraska xác định rằng hành quyết bằng ghế điện là một "hình phạt tàn nhẫn và bất thường" theo hiến pháp của tiểu bang. Điều này đã khiến các vụ hành quyết kiểu này kết thúc ở Nebraska.

## Lịch sử phát minh

### Ý tưởng ban đầu
Vào cuối những năm 1870 đến đầu những năm 1880, sự lan rộng của đèn hồ quang, một kiểu chiếu sáng đường phố ngoài trời đòi hỏi điện áp cao trong khoảng 3000–6000 V. Câu chuyện về ánh sáng nhân tạo và sự nguy hiểm của những dòng điện áp cao có thể giết chết người mà không để lại dấu vết được các tờ báo lan truyền nhanh chóng. Một trong những tai nạn này đã diễn ra tại Buffalo, New York, vào ngày 7 tháng 8 năm 1881, dẫn đến sự ra đời của chiếc ghế điện. Tối hôm đó, một công nhân bến tàu say rượu tên là George Lemuel Smith, đang tìm kiếm lý do tạo ra cảm giác ngứa ran mà anh ta đã nhận thấy khi nắm lấy lan can bảo vệ trong một ngôi nhà điện chiếu sáng bằng đèn hồ quang của Công ty Brush Electric, ông ấy đã tìm cách lẻn vào nhà máy vào ban đêm, tay của ông ấy đã chạm phải một vật phát điện và sự cố này đã giết chết ông ấy ngay lập tức. Nhân viên điều tra vụ án đã nói về sự kiện này tại một hội thảo khoa học địa phương ở Buffalo. Nha sĩ Alfred P. Southwick có mặt tại hội thảo nghĩ rằng có thể tìm thấy một số ứng dụng hữu ích từ những dòng điện gây chết người này, và đây chính là ý tưởng đầu tiên về chiếc ghế điện dùng để tử hình.
Southwick đã tham gia cùng bác sĩ George E. Fell và người đứng đầu Buffalo ASPCA trong một loạt các thí nghiệm điện giật hàng trăm con chó đi lạc. Họ đã thử nghiệm dùng điện giật những con chó ở cả 2 môi trường, ở môi trường khô ráo và cả trong môi trường nước, đồng thời họ thay đổi vị trí đặt điện cực cho đến khi họ chắc chắn tìm ra cách thức để giết chết con vật nhanh nhất bằng điện. Southwick tiếp tục thực hiện các thực nghiệp vào đầu những năm 1880 để khẳng định rằng phương pháp này được sử dụng như một sự thay thế nhân đạo hơn cho phương pháp tử hình treo cổ, điều này đã thu hút sự chú ý của cả nước khi ông công bố ý tưởng của mình trên các tạp chí khoa học vào năm 1882 và 1883. Những phiên bản đầu tiên của chiếc ghế điện được cải biến từ chiếc ghế dùng trong nha khoa.

### Uỷ ban Gerry

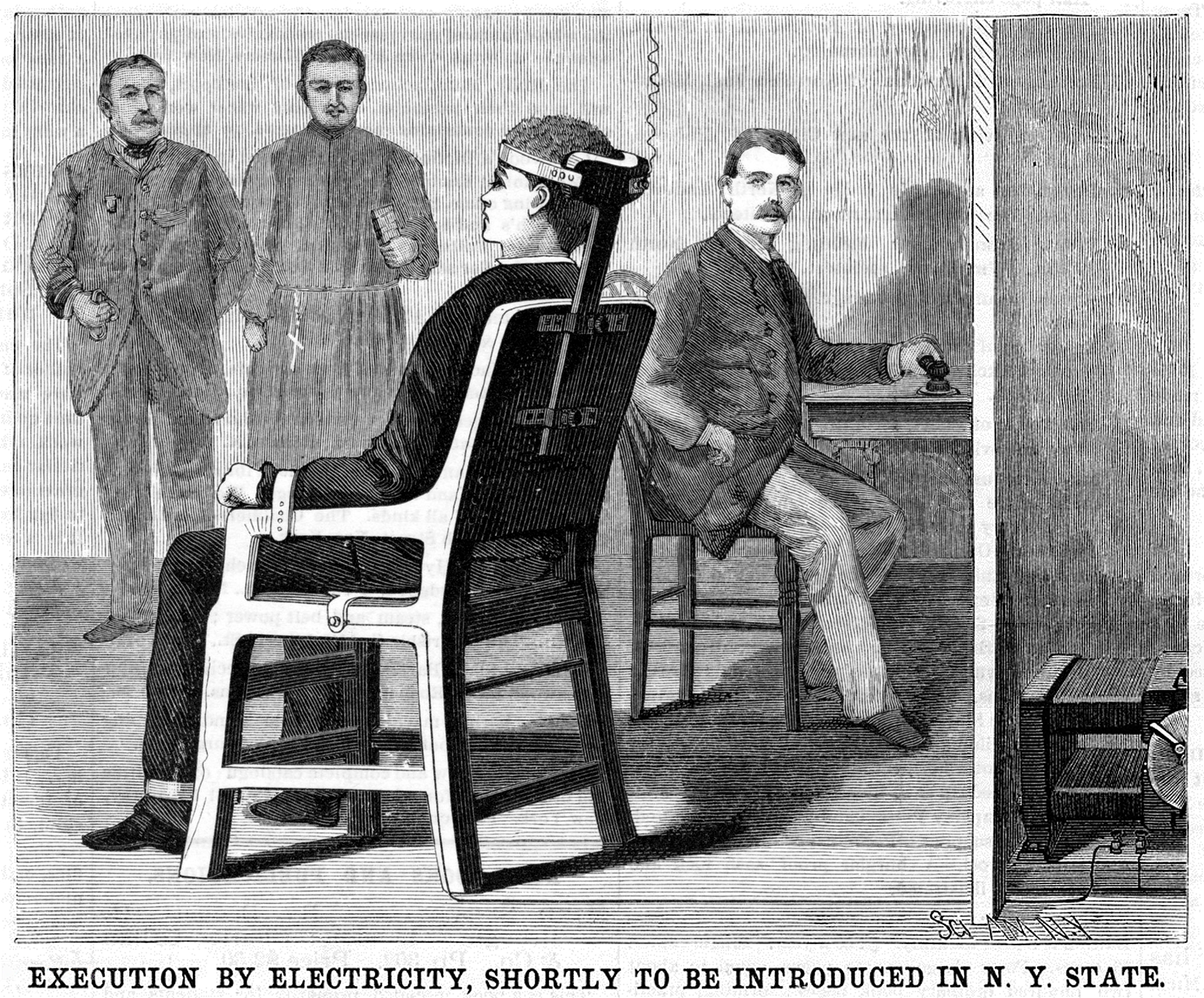
Ngày 30 tháng 6 năm 1888, Scientific American vẽ minh họa về chiếc ghế điện do Ủy ban Gerry đề xuất

Sau một loạt các bản án tử hình bằng phương pháp treo cổ diễn ra ở Mỹ, ngày càng có nhiều người chỉ trích về hình thức tử hình này là vô nhân đạo. Năm 1886, Thống đốc bang New York mới đắc cử là David B. Hill đã cho thành lập một uỷ ban gồm 3 thành viên: Elbridge Thomas Gerry, một nhà hoạt động nhân quyền đứng đầu, hai thành viên khác là luật sư kiêm chính trị gia Matthew Hale và Nha sĩ Southwick. Nhiệm vụ của uỷ ban này là nghiên cứu và tìm ra phương pháp tử hình nhân đạo hơn.
Các thành viên của ủy ban đã khảo sát các cuộc thí nghiệm trước đó và gửi một bảng câu hỏi tìm hiểu thực tế cho các quan chức chính phủ, luật sư và chuyên gia y tế trên khắp tiểu bang để hỏi ý kiến của họ. Một số ít người được hỏi nên áp dụng phương pháp tử hình treo cổ hay điện giật? Thay vì chọn một trong hai thì họ đề xuất bãi bỏ hình phạt tử hình. Ủy ban cũng đã liên hệ với các chuyên gia điện, bao gồm Elihu Thomson của Công ty Điện lực Thomson-Houston (người đã đề xuất điện áp cao AC nối với đầu và cột sống) và nhà phát minh Thomas Edison (người cũng đề xuất AC, cũng như sử dụng máy phát điện Westinghouse). Họ cũng tham dự các thí nghiệm dùng điện giật các con chó của George Fell, người đã làm việc với Southwick trong các thí nghiệm đầu những năm 1880. Fell đang tiến hành các thí nghiệm sâu hơn, đồng thời cho mổ xẻ những con chó để cố gắng tìm ra chính xác cách mà dòng điện giết chết chúng.
Vào năm 1888, Ủy ban đã đề xuất phương pháp điện giật sử dụng ý tưởng ghế điện của Southwick với dây dẫn kim loại gắn vào đầu và chân của tử tù. Họ cũng khuyến nghị rằng các vụ hành quyết được xử lý bởi tiểu bang thay vì tại các địa phương riêng lẻ với ba chiếc ghế điện được thiết lập tại các nhà tù Auburn, Clinton và Sing Sing. Một dự luật theo các khuyến nghị này đã được thông qua bởi cơ quan lập pháp bang và được Thống đốc Hill ký vào ngày 4 tháng 6 năm 1888, có hiệu lực vào ngày 1 tháng 1 năm 1889.

### Uỷ ban Pháp lý Y tế New York
Bản thân dự luật không có thông tin chi tiết về lượng điện và loại dòng điện được sử dụng trong hình thức tử hình bằng ghế điện, vì thế Hiệp hội Pháp lý Y tế New York bao gồm các bác sĩ và luật sư được giao nhiệm vụ xác định những thông tin này.
Vào tháng 9 năm 1888, một ủy ban được thành lập và khuyến nghị sử dụng lượng điện 3000 v, mặc dù sử dụng dòng điện một chiều (DC) hay dòng điện xoay chiều (AC), vẫn chưa được xác định, vì các thử nghiệm cho đến thời điểm đó chỉ được thực hiện trên động vật có kích thước nhỏ hơn con người, cụ thể là từ loài chó, một số thành viên không chắc chắn rằng khả năng gây chết người của dòng điện xoay chiều đã được chứng minh đầy đủ.
Tại thời điểm này, những nỗ lực của bang để thiết kế chiếc ghế điện dùng cho tử hình nhân đạo đã bị trộn lẫn vào Cuộc chiến Dòng điện, một cuộc cạnh tranh giữa hệ thống điện một chiều của Thomas Edison và hệ thống dòng điện xoay chiều của George Westinghouse. Hai công ty đã cạnh tranh thương mại từ năm 1886 và một loạt các sự kiện đã biến nó thành một cuộc chiến truyền thông toàn diện vào năm 1888. Người đứng đầu ủy ban, nhà thần kinh học Frederick Peterson, đã mời Harold P. Brown làm cố vấn. Brown đã tự mình thực hiện cuộc thập tự chinh chống lại dòng điện xoay chiều sau khi ông chứng kiến việc lắp đặt kém chất lượng các đường dây chiếu sáng hồ quang điện xoay chiều ở thành phố New York đã gây ra một số cái chết vào đầu năm 1888.

### Cuộc chiến giữa các dòng điện

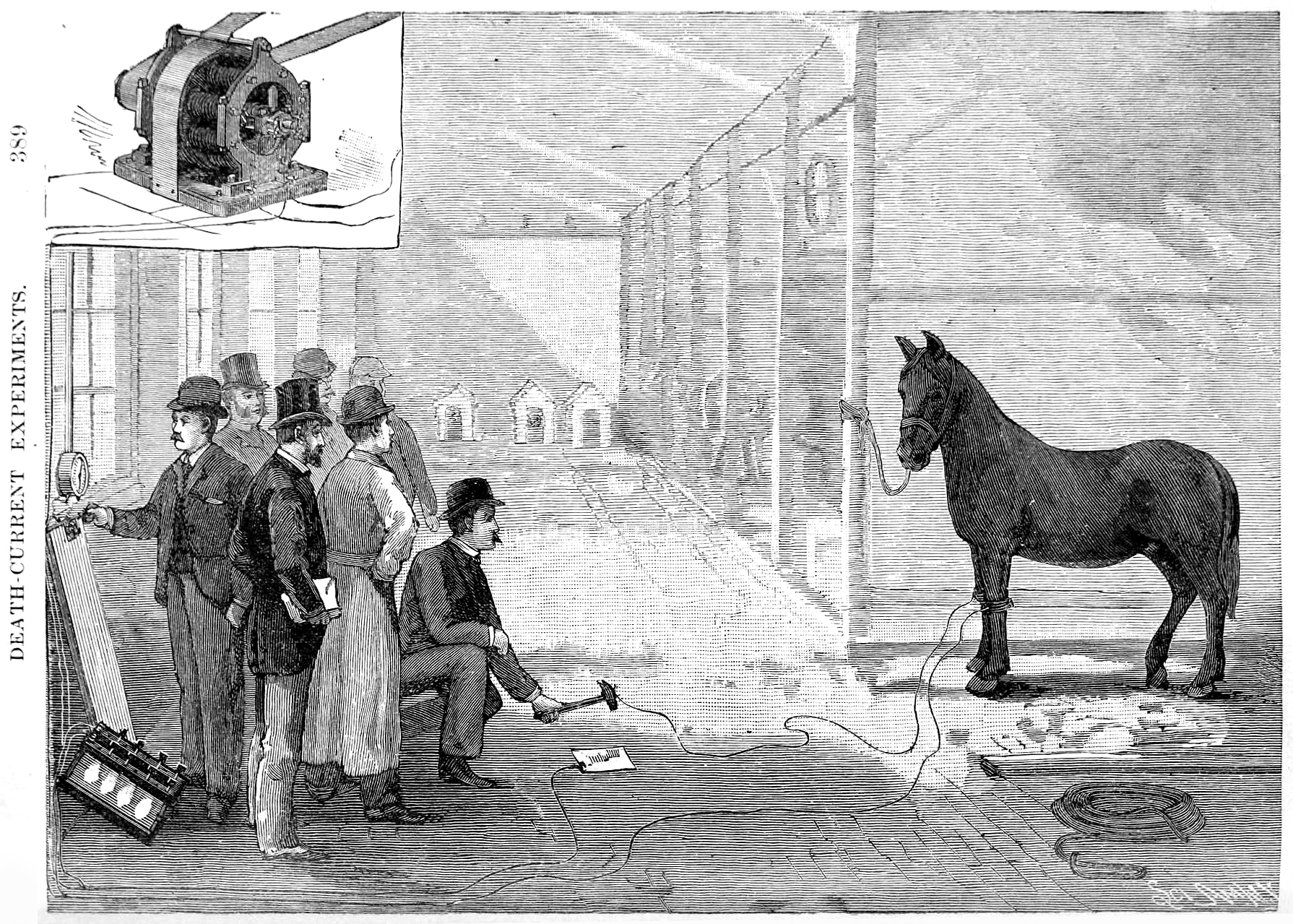
Harold Brown chứng minh sức mạnh giết chết một con ngựa của dòng điện xoay chiều cho Hiệp hội Pháp lý Y tế New York tại phòng thí nghiệm Tây Orange của Thomas Edison.

Sau khi phát minh ra bóng đèn mang tính ứng dụng đầu tiên, ai cũng muốn có điện trong nhà mình. Đã có hai người đàn ông tranh chấp với nhau nhằm chiếm lĩnh thị trường. Thomas Edison sử dụng dòng điện một chiều (DC), còn George Westinghouse nghĩ rằng dòng điện xoay chiều (AC) ưu việt hơn. Cuộc xung đột của họ được biết đến như chiến tranh các dòng điện.
Lúc đầu, dòng điện một chiều của Edison dẫn đầu nhờ vào danh tiếng của ông, nhưng dòng điện xoay chiều nhanh chóng bắt kịp vì nó dễ dàng và rẻ hơn trong việc truyền tải đường dài. Edison đã tìm cách làm mất uy tín của dòng điện xoay chiều, bằng việc chứng minh rằng nó rất nguy hiểm. Ông đưa ra những lời cảnh báo khốc liệt với công chúng. Ông còn đề nghị bang New York sử dụng máy điện xoay chiều của Westinghouse làm phương pháp tử hình nhân đạo. Edison nói rằng nếu sử dụng dòng điện xoay chiều sẽ tạo ra "cái chết ngay lập tức". Tuy Westinghouse không đồng ý cung cấp máy điện xoay chiều để làm thử nghiệm việc dùng ghế điện, nhưng Edison và những đồng nghiệp của ông đã dùng phòng thí nghiệm bí mật để làm ra chiếc máy điện xoay chiều và thí nghiệm trên các động vật. Ban đầu ông thí nghiệm trên 50 con chó, mèo sau đó là trên các con vật lớn hơn như bò, ngựa và công dụng của nó vô cùng hiệu quả, làm người xem phải rùng mình. Và chiếc ghế điện dùng để tử hình mà chúng ta biết ngày nay ra đời rất tình cờ với kết quả của cuộc đấu đá giữa dòng điện xoay chiều và một chiều. Tuy Edison (dòng điện một chiều) thắng trong cuộc đua này, nhưng về sau ta thấy dòng điện xoay chiều của Westinghouse được phổ biến hơn cả.
Ngày 6 tháng 8 năm 1890, tử tù William Kemmler (tội giết người) bị đưa lên chiếc ghế điện. Hắn là tử tù đầu tiên bị xử tử bằng ghế điện, đó là thành quả rùng rợn của cuộc đấu đá tiếp thị giữa Edison và Westinghouse.

## Lần đầu tiên ghế điện được sử dụng

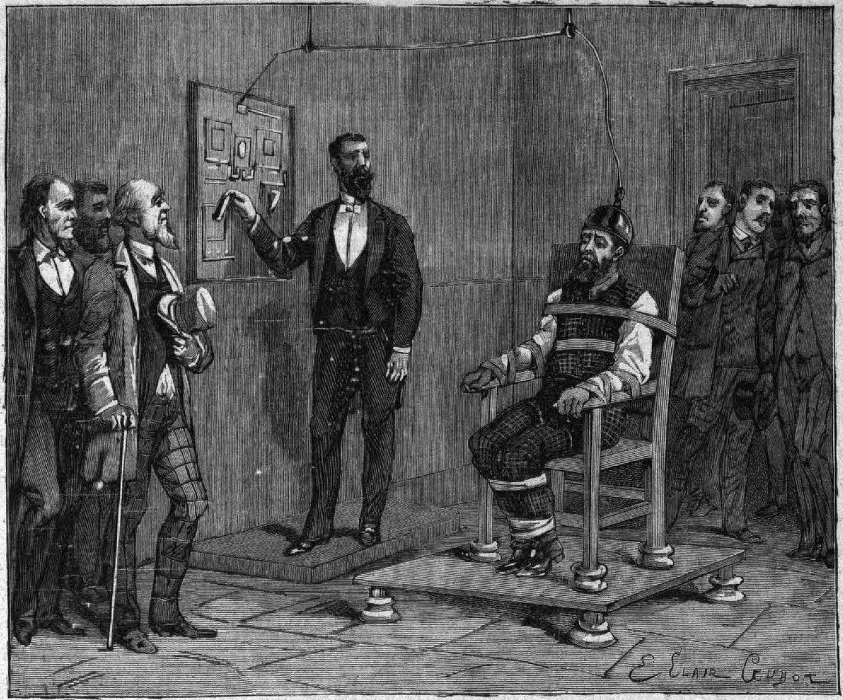
Vụ hành quyết William Kemmler, ngày 6 tháng 8 năm 1890

Tử tù đầu tiên bị hành quyết bằng ghế điện là William Kemmler trong nhà tù Auburn, New York vào ngày 6 tháng 8 năm 1890, người thực hiện việc thi hành án tử hình là Edwin Davis. Đầu tiên, nguồn điện được cho qua cơ thể của tử tù trong 17 giây, và gây ra bất tỉnh, không làm cho tử tù chết. Hai bác sĩ ở pháp trường lúc đó là Edward Charles Spitzka và Charles F. Macdonald, đi lên để kiểm tra Kemmler, sau khi xác nhận Kemmler chưa chết. Tiếp tục cho dòng điện qua tử tù một lần nữa, lần này dòng điện lên đến 2000 vôn. Các mạch máu dưới da của Kemmler bị vỡ ra và chảy ra ngoài cơ thể tử tù, việc thi hành toàn bộ vụ xử tử phải mất đến 8 phút. George Westinghouse đã nhận xét rằng: "họ có thể làm tốt hơn bằng cách sử dụng một cái rìu", và một phóng viên chứng kiến vụ hành quyết phát biểu rằng: "đó là một cảnh tượng khủng khiếp, tồi tệ hơn cả việc treo cổ".
Nữ tử tù đầu tiên bị kết liễu bằng ghế điện là Martha M. Place, tại nhà tù Sing Sing vào ngày 20/3/1899.

## Phổ biến ra toàn quốc
Ghế điện đã được tiểu bang Ohio (1897), Massachusetts (1900), New Jersey (1906) và Virginia (1908) áp dụng, và nhanh chóng trở thành phương pháp tử hình phổ biến ở Hoa Kỳ, thay thế cho việc treo cổ. 26 Tiểu bang Hoa Kỳ, Đặc khu Columbia, chính phủ Liên bang và Quân đội Hoa Kỳ đã nhanh chóng sử dụng hình thức này. Ghế điện vẫn là phương pháp hành quyết nổi bật nhất cho đến giữa những năm 1980 khi tiêm thuốc độc được chấp nhận rộng rãi để tiến hành các vụ tử hình, vì nó được xem là loại hình nhân đạo hơn.

## Ghế điện trên thế giới
Các quốc gia khác dường như đã từng tham khảo và có dự định sử dụng ghế điện trong việc thực hiện tử hình thay cho treo cổ, chém đầu hay tử hành bằng súng, vì tính nhân đạo của nó.

### Philippines
Dưới thời còn là thuộc địa của Mỹ, Philippines cũng áp dụng ghế điện, và bắt đầu có hiệu lực từ năm 1926. Một vụ hành quyết ba người được công khai rộng rãi diễn ra ở đó vào tháng 5 năm 1972, khi Jaime Jose, Basilio Pineda và Edgardo Aquino bị điện giật vì vụ bắt cóc và cưỡng hiếp tập thể năm 1967 đối với nữ diễn viên trẻ Maggie de la Riva. Vụ hành quyết bằng ghế điện cuối cùng ở Philippines là vào năm 1976 và sau đó được thay thế bằng hình thức tiêm thuốc độc.

### Ethiopia
Theo một số nguồn tin, Đế quốc Ethiopia đã cố gắng sử dụng ghế điện như một phương pháp xử tử tội phạm. Hoàng đế Menelik II được cho là đã mua ba chiếc ghế điện vào năm 1896, nhưng không thể làm cho các thiết bị hoạt động vì quốc gia của ông không có nguồn điện đáng tin cậy vào thời điểm đó. Hai trong số 3 chiếc ghế được sử dụng làm đồ nội thất trong vườn  hoặc được tặng cho bạn bè  và Menelik II được cho là đã sử dụng chiếc ghế điện thứ ba làm ngai vàng.

### Vương quốc Anh
Ủy ban Hoàng gia về Trừng phạt của Vương quốc Anh đã xem xét việc thay thế treo cổ bằng ghế điện (cũng như xem xét phòng hơi ngạt, tử hình bằng súng, máy chém và tiêm thuốc độc), các phát hiện được công bố vào năm 1953. Ủy ban kết luận rằng ghế điện không có lợi thế cụ thể so với treo cổ. Hình phạt tử hình ở Vương quốc Anh đã được bãi bỏ vào năm 1965.

## Những sự kiện về ghế điện đáng chú ý
Kẻ giết người hàng loạt Lizzie Halliday là người phụ nữ đầu tiên bị kết án tử hình trên ghế điện vào năm 1894, nhưng thống đốc Roswell P. Flower đã giảm án xuống chung thân trong một trại tâm thần sau khi ủy ban y tế tuyên bố cô ta bị mất trí. Người phụ nữ thứ hai bị kết án tử hình vào năm 1895, Maria Barbella, nhưng được tuyên trắng án vào năm sau. Martha M. Place trở thành người phụ nữ đầu tiên bị hành quyết trên ghế điện tại Nhà tù Sing Sing vào ngày 20 tháng 3 năm 1899, vì tội giết con gái riêng 17 tuổi của mình, Ida Place.
Bức ảnh đầu tiên về cuộc hành quyết bằng ghế điện là của Ruth Snyder tại nhà tù Sing Sing vào tối ngày 12 tháng 1 năm 1928, vì tội giết chồng mình vào tháng 3 năm 1927. Nó đã được chụp lại bởi nhiếp ảnh gia tin tức Tom Howard, người đã lén đưa một chiếc máy ảnh vào buồng tử thần và chụp ảnh cô trên ghế điện khi dòng điện đang được bật. Bức ảnh này đã được đăng trên trang nhất của New York Daily News vào sáng hôm sau. Cho đến nay, bức ảnh này vẫn là một trong những ví dụ nổi tiếng nhất về nghệ thuật kể chuyện bằng ảnh.
Một kỷ lục về tử hình bằng ghế điện đã được thiết lập vào ngày 13 tháng 7 năm 1928, khi 7 người đàn ông bị hành quyết liên tiếp trên ghế điện tại Nhà tù Tiểu bang Kentucky ở Eddyville Kentucky.
Vào ngày 16 tháng 6 năm 1944, một thiếu niên người Mỹ gốc Phi, George Stinney, 14 tuổi, trở thành người trẻ nhất từng bị hành quyết trên ghế điện, vụ tử hình này được thực hiện tại Viện cải huấn trung ương ở Columbia, Nam Carolina. Lời kết tội này đã bị lật ngược vào năm 2014, sau khi một thẩm phán tòa án tuyên bố bằng chứng kết tội Stinney không đầy đủ và cơ quan tố tụng đã vi phạm các quyền dành cho Stinney theo Tu chính án thứ 6, trong Hiến pháp Hoa Kỳ.
Vào ngày 25 tháng 5 năm 1979, John Spenkelink trở thành người đầu tiên bị tử hình bằng ghế điện sau phán quyết Gregg kiện Georgia của Tối cao Pháp viện Hoa Kỳ năm 1976. Ông là người đầu tiên bị hành quyết tại Hoa Kỳ theo cách này kể từ năm 1966.
Người cuối cùng bị hành quyết bằng ghế điện trước khi có các loại hình mà tử tù có thể lựa chọn để thay thế là Lynda Lyon Block vào ngày 10 tháng 5 năm 2002, tại Alabama. Sau này, tại nhiều tiểu bang ở Mỹ, tử tù có thể lựa chọn hình thức mà bản thân sẽ bị tử hình, có thể dùng ghế điện hoặc tiêm thuốc độc.